# Акберов, Ренат Фазылович
Рена́т Фазы́лович Акбе́ров (13 июня 1939, Казань, Татарская АССР, РСФСР  — 3 апреля 2021, Казань, Российская Федерация) ― российский татарский врач-диагност, доктор медицинских наук (1990), профессор (1993), Заслуженный врач Республики Татарстан (1994), Заслуженный деятель науки Российской Федерации (2005).

## Биография
Родился 13 июня 1939 года в Казани, Татарская АССР, РСФСР.
После учёбы в средней школе поступил в Казанский государственный медицинский институт, которое окончил в 1962 году. В том же году по распределению уехал на работу в Камчатскую область, где трудился в различных медицинских учреждениях полуострова.
Вернувшись на родину, работал в больницах города Казань. С 1981 года Ренат Акберов начал преподавать в Казанском государственном медицинском институте. Защитил кандидатскую, в 1990 году ― докторскую диссертацию по теме лучевой диагностики. В 1993 году ему было присвоено звание профессора.
Акберов известен своими трудами по лучевой диагностике заболеваний, в том числе начальной формы рака желудка. Являлся наставником для большинства врачей-диагностов этого направления медицины в Татарстане.
В 1994 году ему присвоено звание «Заслуженный врач Республики Татарстан». В 2011 году Ренат Акберов за одну из своих работ по лучевой диагностике был удостоен именной премии А. Г. Терегулова.
Написал книги и статьи по лучевой диагностике заболеваний, в том числе аномалиям развития желудочно-кишечного тракта, по мочевыделительной системы человека, гепатопилородуоденальной зоне, начальной формы рака желудка и тд.
В 2005 году за большой вклад в развитие медицинской науки и здравоохранения Ренат Фазылович Акберов был удостоен почётного звания «Заслуженный деятель науки Российской Федерации».
Умер 3 апреля 2021 года в Казани, похоронен на Ново-Татарском кладбище.